# Félix Palomo Saavedra
Félix Palomo Saavedra (San Pedro de Mérida, Badajoz, 15 de marzo de 1937-7 de octubre de 2021) fue un político y senador español, miembro del Partido Socialista Obrero Español (PSOE). Primer presidente del Parlamento de La Rioja (1983-1987 y 1988-1995).

## Biografía
Nacido en la población pacense de San Pedro de Mérida, se trasladó junto con su familia a Logroño, cuando tan solo tenía tres años. Tras realizar los estudios eclesiásticos en el Seminario de Logroño, se ordenó sacerdote y se estableció en Burundi como misionero. En 1971, se secularizó. Realizó la carrera de Filosofía y Letras y desarrolló su actividad profesional como periodista.
Su carrera política se inició como senador por La Rioja, en la legislatura constituyente de 1977. Por aquel entonces, estaba integrado en la formación electoral Rioja Democrática, como independiente, próximo al PSOE. Pese a no ser cabeza de lista –puesto destinado a Miguel Boyer–, fue elegido senador. En la legislatura constituyente fue nombrado vocal de tres comisiones: Agricultura y Pesca; Suplicatorios; y la Especial de investigación para la comercialización de productos agrarios.
En el senado, en la I legislatura, ocupó diversos cargos: vicepresidente segundo de la Comisión Especial de Investigación de los Trabajadores Emigrados y vocal de las Comisiones de Agricultura y Pesca, Constitución, Educación y Cultura, Especial de Asuntos Iberoamericanos y Especial de Derechos Humanos.
El 24 de mayo de 1983, juró su cargo como presidente de la llamada entonces Asamblea Legislativa de La Rioja (hoy Parlamento de la Rioja) durante las tres primeras legislaturas (1983-1987, 1988-1991 y 1991-1995). Anteriormente Domingo Álvarez Ruiz de Viñaspre había sido presidente del Parlamento de La Rioja, en su etapa provisional (julio-diciembre de 1982). En la década de los 70 y los 80, apoyó el ideal de la autonomía riojana, incluyendo la posibilidad de tener un nombre propio: La Rioja, y no provincia de Logroño, contando también con una nueva bandera.
También trabajó en la radio, donde alcanzó cierta notoriedad en Radio Rioja, a través del programa Juan Logroñés.
Falleció a los 84 años, el 7 de octubre de 2021.